# Bremer Pulvertürme

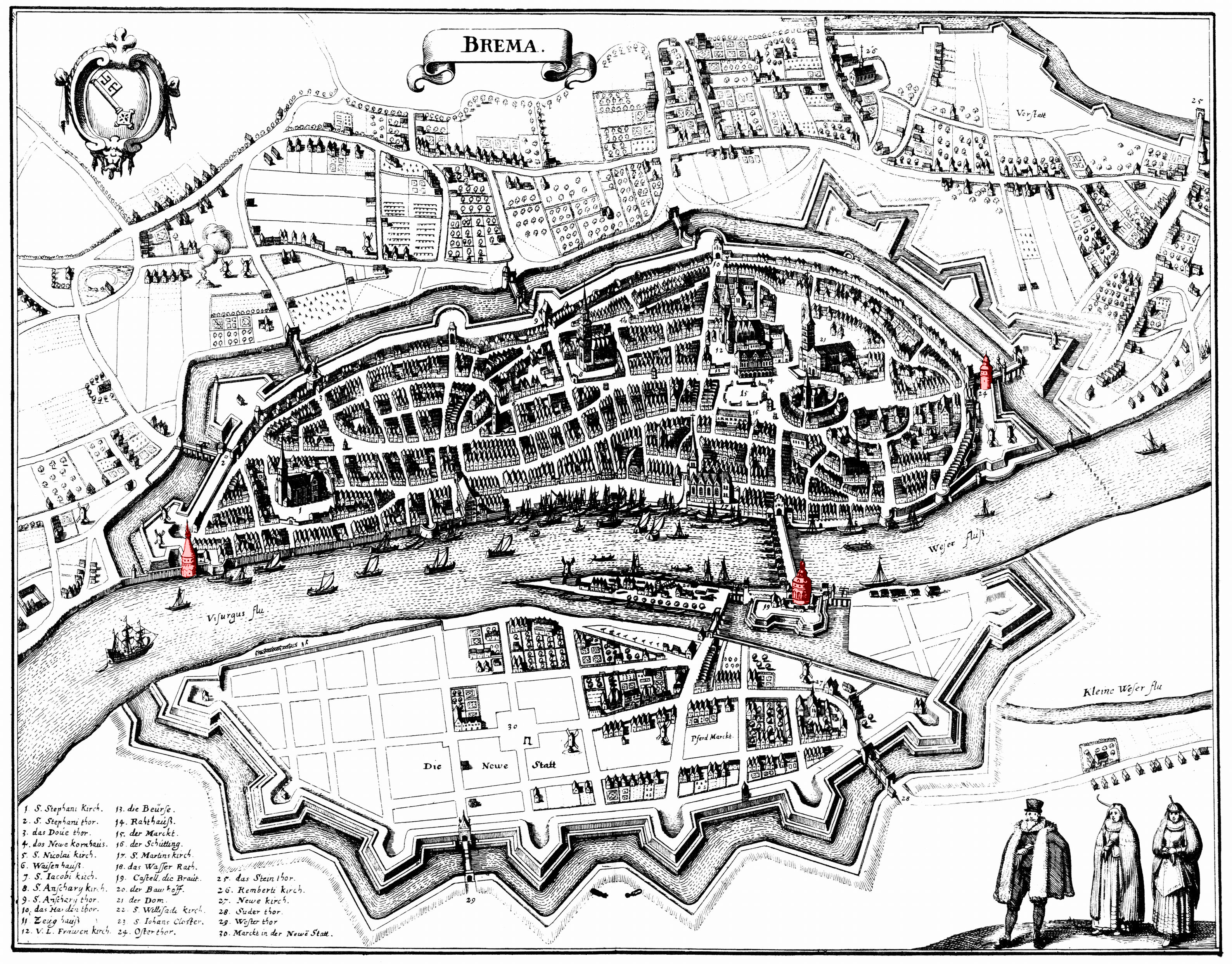
Bremens drei Pulvertürme zwischen 1638 und 1647, der östliche 1626 wiederaufgebaut

Als Bremer Pulvertürme bezeichnete man seit dem späten Mittelalter drei große Rundtürme in Bremen, in denen die für den Kriegsfall benötigten Pulvervorräte, Waffen und Munitionen gelagert wurden. Daneben wurden in den Erdgeschossen der Pulvertürme aber auch Gefangene festgehalten.

## Ostertorzwinger

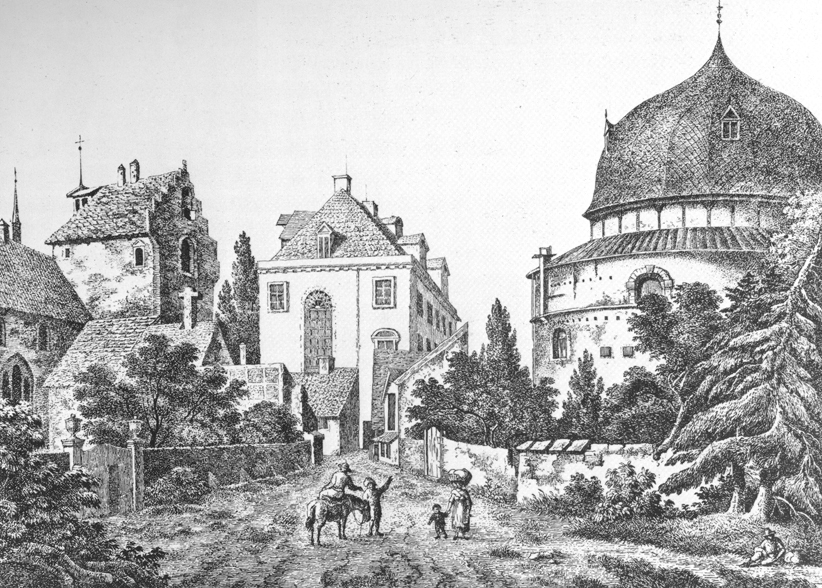
Der Ostertorzwinger (rechts) im Jahre 1810

Der in den Jahren 1512 bis 1514 nach den Plänen des Architekten Jacob Bockes van Vollenhoff erbaute Ostertorzwinger stand am östlichen Tor der Stadt an der befestigten Mauer und war der kleinste der drei Türme. Das Gebäude verfügte vermutlich über eine kupferne Kuppel und Schießscharten für Kanonen.
Am 9. Juni 1624 entzündeten sich die eingelagerten Sprengstoffe durch einen Blitzschlag, woraufhin 80 Tonnen Pulver und 30 Tonnen Salpeter explodierten und der Turm bis auf die Grundmauern zerstört wurde. Bei der Explosion starben 12 Menschen, die meisten von ihnen waren Gefangene aus dem Zwinger. Außerdem wurden etwa ein dutzend Häuser beschädigt.
Zwei Jahre später wurde der Ostertorzwinger in Ständerwerktechnik wiederhergestellt und mit einer Kuppel aus Schiefer versehen. Ab 1720 diente der Turm nicht mehr als Pulverlager, das Gefängnis blieb aber erhalten. Im Jahre 1826 brach man das Gebäude endgültig ab. Die Inhaftierten wurden in andere Gefängnisse verlegt.

## Herrlichkeitzwinger (Braut)

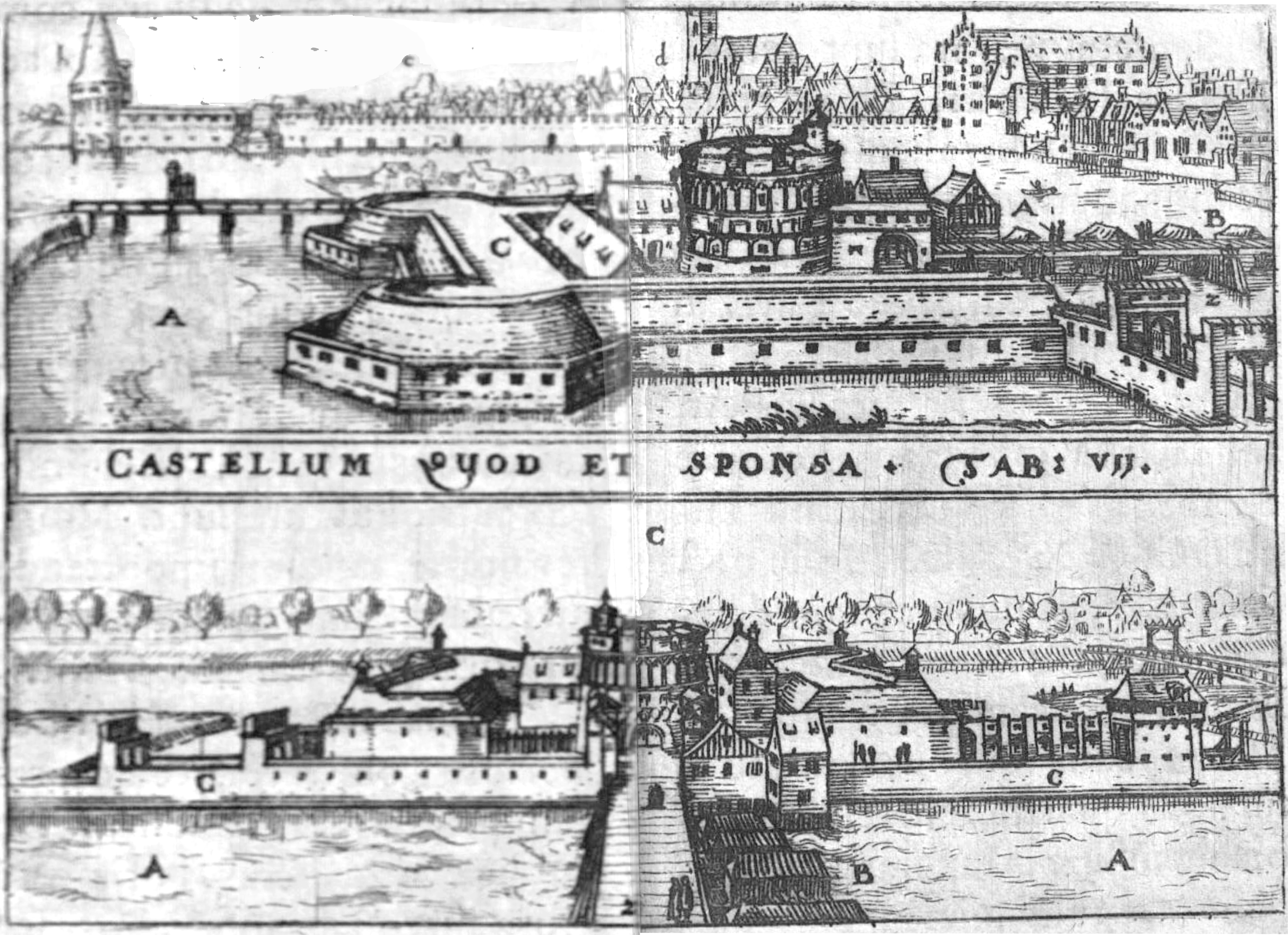
Herrlichkeitzwinger (noch ohne Haube) mit umgebender Bastion. Oberes Bild mit Blick auf Stephanitorzwinger (links) und Neues Kornhaus (rechts), unteres aus Richtung Brückentor über die Weser (noch ohne Neustadt). Urbis Bremae typus et chronicon, 1602 (Vorläufer der Dilich-Chronik)

Der größte Pulverturm der Stadt entstand im Jahre 1522 auf der Herrlichkeit, einer Halbinsel zwischen der großen und der kleinen Weser. Auch dieser Turm wurde nach Plänen Jacob Bockes van Vollenhoffs gebaut und im Erdgeschoss als Zwinger genutzt. Er besaß eine zinnenbekränzte Plattform, auf der Geschütze aufgestellt werden konnten. Zudem war er von einer Bastion (Propugnaculum Pontis) umgeben. Im Jahre 1614 erhielt er über der Plattform eine gewölbte Haube.
Der Herrlichkeitzwinger hatte riesige Ausmaße: Mit einer Höhe von 55 Metern war er hinter dem Dom und der Ansgarii-Kirche das dritthöchste Gebäude der Stadt. Außerdem hatte er einen Durchmesser von 30 Metern und eine Mauerstärke von vier Metern. In der „Braut“ wurden neben Pulver und Munition auch Sturm- und Pechkränze, Licht- und Brandkugeln sowie Handgranaten gelagert. Die Bremer nannten den Pulverturm liebevoll „Braut“, da die Stadt dem Turm wie einer Braut zu Füßen lag.
Doch auch die „Braut“ ereilte das gleiche Schicksal wie den Ostertorzwinger. Am 22. September 1739 gegen 1:20 Uhr schlug während eines Gewitters ein Blitz in die Haube ein. Das Dach wurde von einer Feuersäule emporgerissen und durch die nachfolgende ungeheure Detonation zerbarsten die meterdicken Wände. Brennende Trümmer wurden aus dem Feuerball geschleudert und setzten die Gebäude auf der Herrlichkeit sowie mehrere Straßenzüge auf der Altstadtseite der Weser in Brand. Die anschließende Feuersbrunst vernichtete etwa ein Sechstel der Stadt, bevor ein anhaltender Regenschauer die Brände löschte. Noch Tage nach dem Unglück lag eine dichte Wolke aus Rauch und Schwefeldämpfen über der Stadt. Insgesamt fielen der Explosion 32 Menschen zum Opfer, zum Beispiel der Akzisemeister mit seiner Frau und seinen fünf Kindern. Das Schicksal des Herrlichkeitzwingers wurde in vielen Gedichten verarbeitet.
Die „Braut“ wurde nicht wiederaufgebaut. Heutzutage erinnern noch die Brautstraße und die kleine Brautbrücke an die Stelle, wo der Zwinger einst stand.

## Stephanitorzwinger („Bräutigam“)

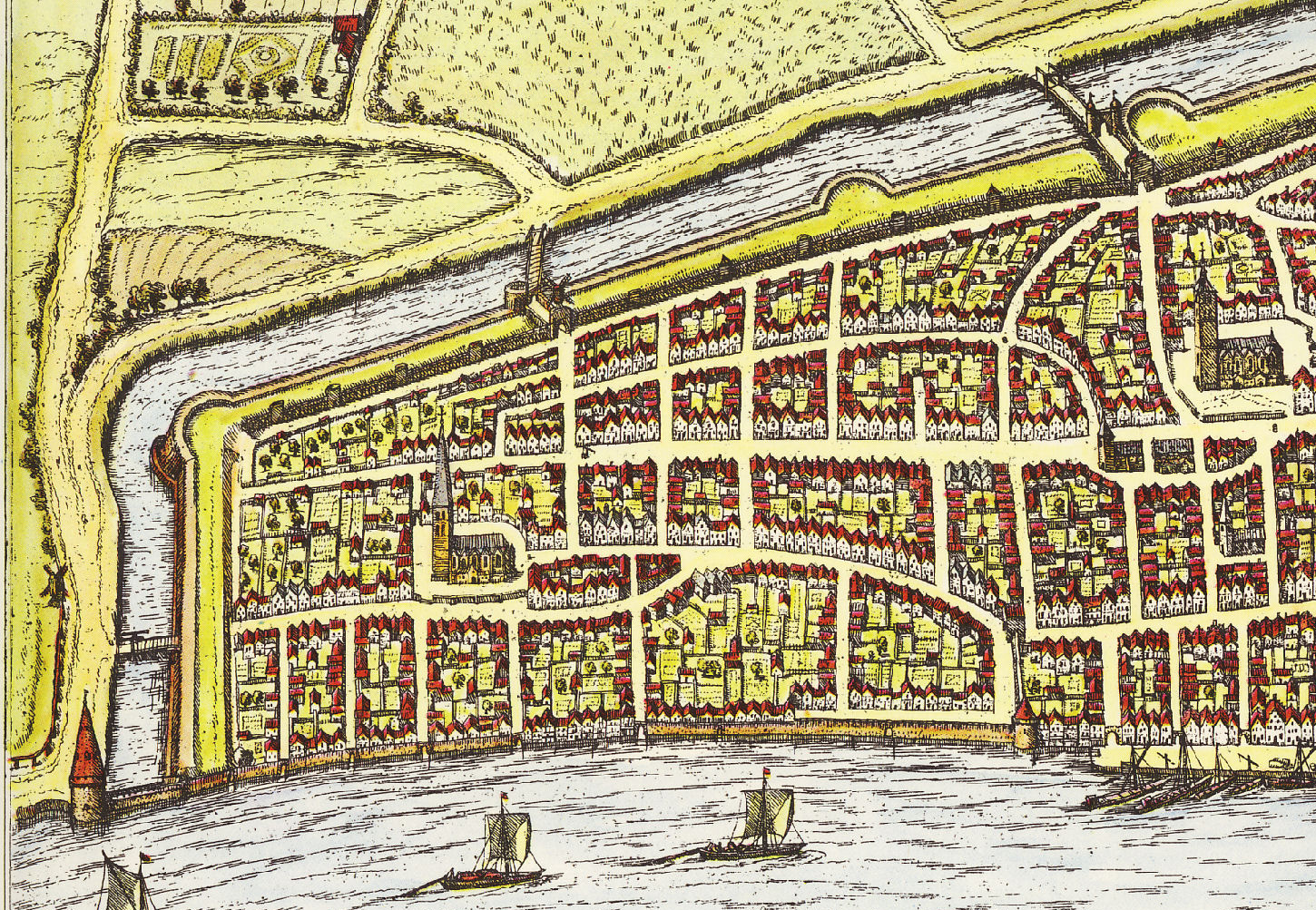
Stephanitorzwinger (links unten) 1589, vor Anlage der Stephanibastion, Brema, Städtebuch, Braun/Hogenberg

Der Stephanitorzwinger stand im Westen der Bremer Altstadt am Weserufer südlich des Stephanitores. Seine genaue Lage war zeitweise nicht mehr bekannt, aber  2012 wurde er ausgegraben. 
Der Turm wurde von 1525 bis 1534 errichtet und hatte somit die längste Bauphase aller Bremer Pulvertürme. Der knapp 40 Meter hohe Turm fußte zur Hälfte in der Weser. Die bis zu fünf Meter dicken Mauern des achteckigen Gebäudes ruhten deswegen auf einem Holzrost. Im Unterschied zu den anderen beiden Zwingern besaß er ein spitzes kegelförmiges Dach. In Anlehnung an die „Braut“ wurde dieser Pulverturm „Bräutigam“ genannt. Zur Weser hin war der Turm teilweise mit Portasandstein verkleidet.
Am 4. August 1647 gegen 16 Uhr wurde dieser Zwinger durch Blitzschlag zerstört, als sechs Tonnen Pulver explodierten. Dabei wurden viele Häuser in den umliegenden Straßen zum Teil schwer beschädigt. Angaben über Opfer sind nicht bekannt. Während Baumaßnahmen im heutigen Ortsteil Überseestadt legten Archäologen im Sommer 2012 Überreste des Turmes frei. Die Wucht der Detonation ist an einem etwa 5 cm breiten Riss im mächtigen Fundament zu erkennen.
In einem speziell für diesen Zweck erbauten Kellerraum unter dem GOP Varieté-Theater ist ein Teil der Grabungsstätte sichtbar gehalten. Allerdings ist der Raum nur im Rahmen spezieller Führungen zugänglich.

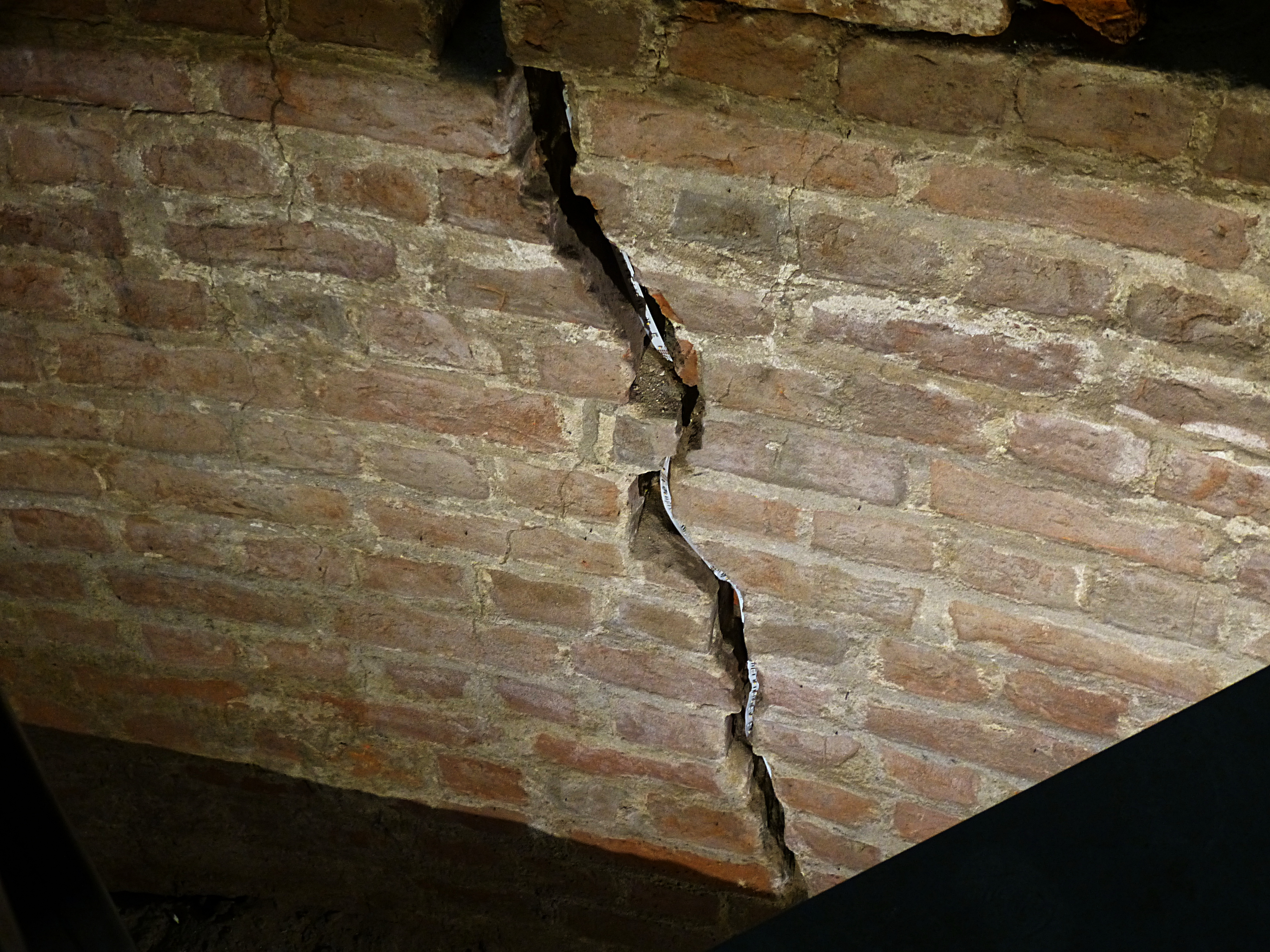
Fundament
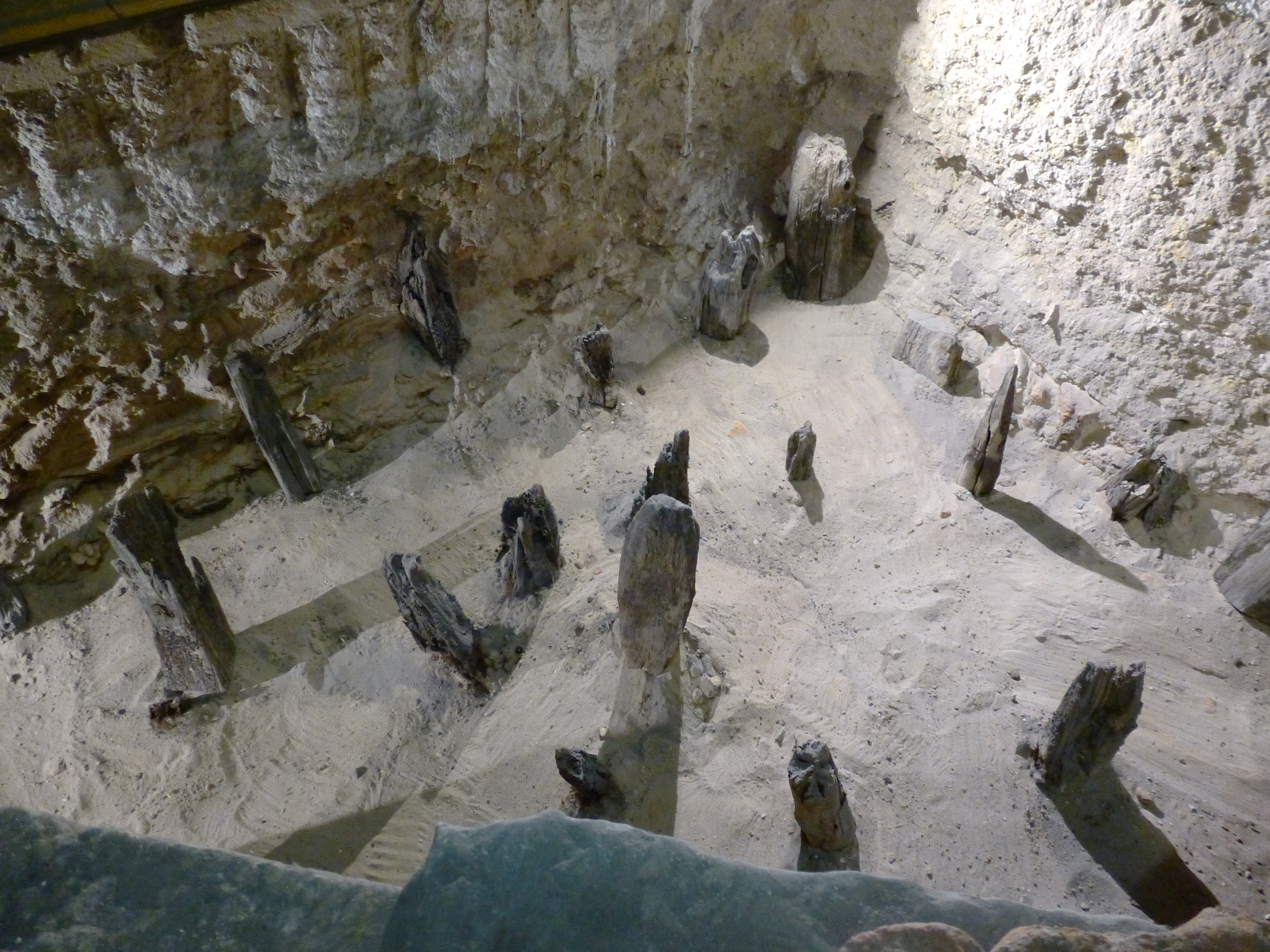
Freigelegte Reste der Pfahlgründung im Innenraum
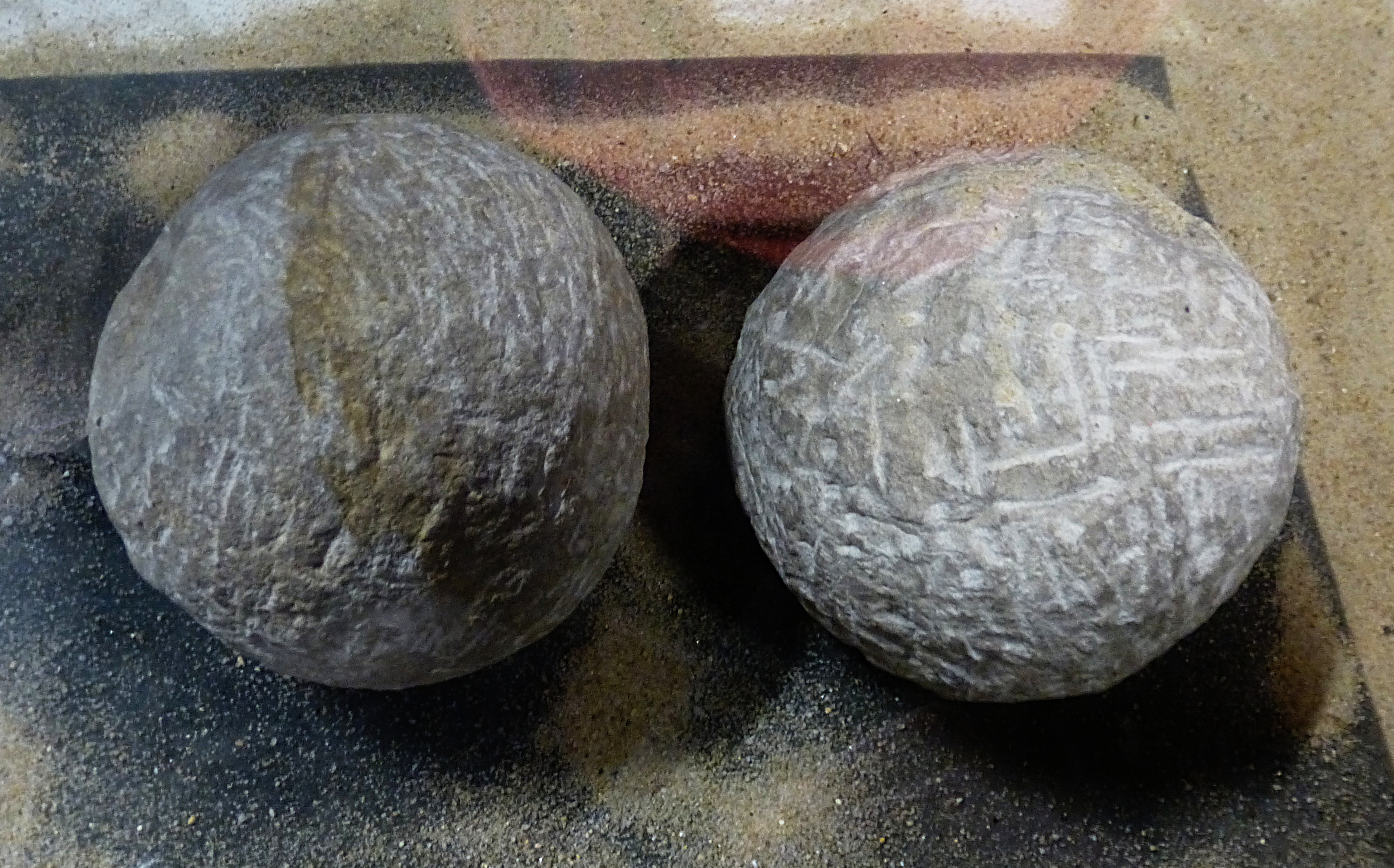
Steinerne Kanonenkugeln
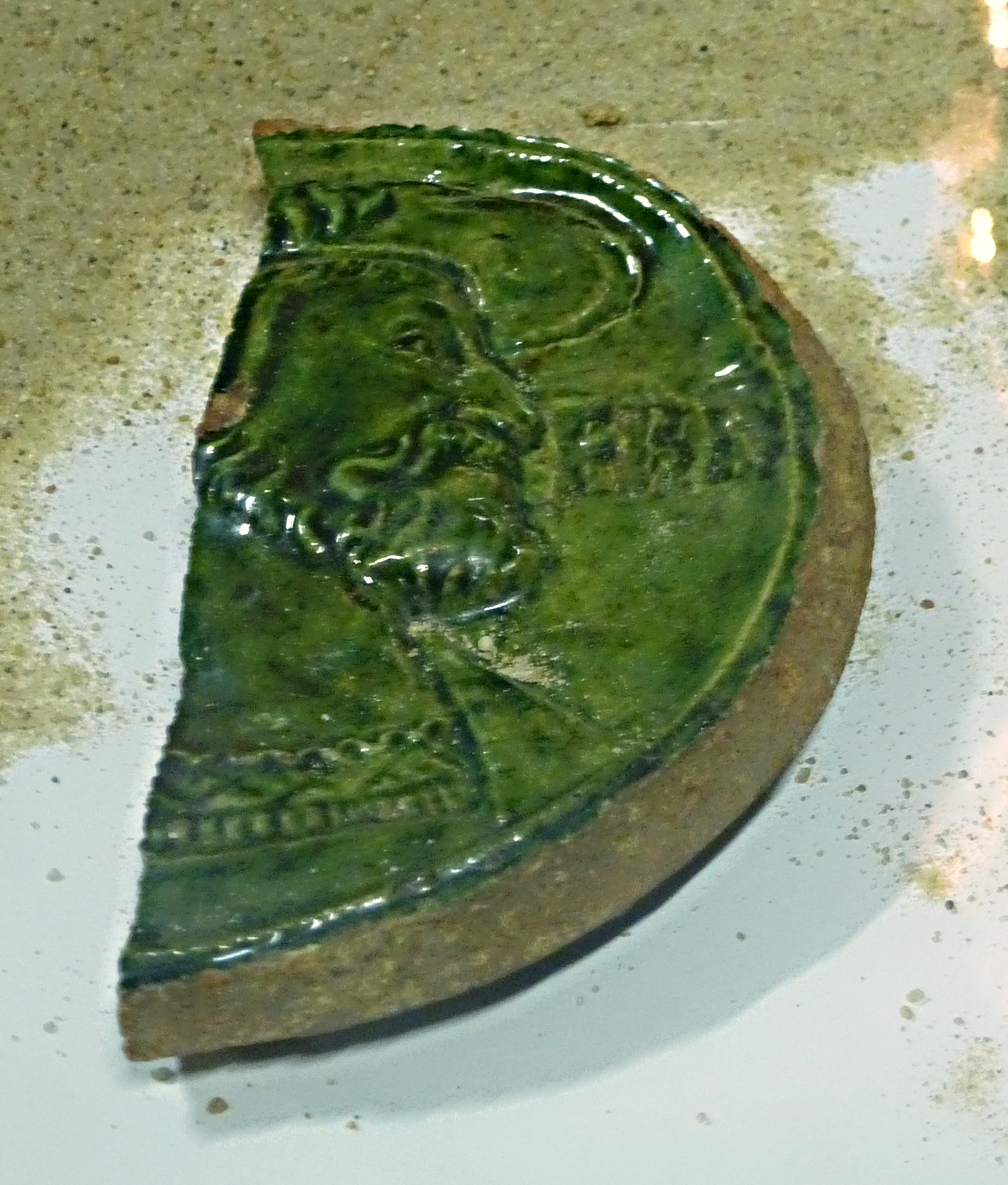
Fragment einer Ofenkachel, Porträt des franz. Königs Franz I.